# Stylocoronella riedli
Espèce
Synonymes
- Stylocoronella riedlii Salvini-Plawen, 1966 (préféré par BioLib)[2]

Stylocoronella riedli  est une espèce de stauroméduses de la famille des Lucernariidae.

## Répartition
Cette espèce est présente dans le nord de l'océan Atlantique et en Méditerranée.